# Hezheng
Hezheng, tidigare stavat Hocheng, är ett härad i den autonoma prefekturen Linxia för hui-folket i provinsen Gansu i nordvästra Kina.
Hezheng är indelat i nio köpingar och fyra socknar.
Köpingar (zhen):

- Chengguan (城关镇)
- Chenjiaji (陈家集镇)
- Luojiaji (罗家集镇)
- Maijiaji (买家集镇)
- Majiabao (马家堡镇)
- Sanhe (三合镇)
- Sanshilipu (三十里铺镇)
- Songming (松鸣镇)
- Xinying (新营镇)

Socknar (xiang):

- Bujiazhuang (卜家庄乡)
- Dalang (达浪乡)
- Liangjiasi (梁家寺乡)
- Xinzhuang (新庄乡)